# Gryon fervidum
Gryon fervidum är en stekelart som beskrevs av G. Mineo 1992. Gryon fervidum ingår i släktet Gryon och familjen Scelionidae. Inga underarter finns listade i Catalogue of Life.